# Dolphin Semiconductor
 (avril 2025).
Motif : 1 source secondaire d'envergure nationale
- Archive Wikiwix
- Bing
- Cairn
- DuckDuckGo
- E. Universalis
- Gallica
- Google
- G. Books
- G. News
- G. Scholar
- Persée
- Qwant
- (zh) Baidu
- (ru) Yandex
- (wd) trouver des œuvres sur Wikidata

| 1. | Préciser le motif de la pose du bandeau. | Précisez le motif de la pose du bandeau en utilisant la syntaxe suivante : {{admissibilité à vérifier\|date=juillet 2025\|motif=remplacez ce texte par le motif}}                          |
| 2. | Informer les utilisateurs concernés.     | Pensez à avertir le créateur de l'article, par exemple, en insérant le code ci-dessous sur sa page de discussion : {{subst:avertissement admissibilité à vérifier\|Dolphin Semiconductor}} |

Pour les articles homonymes, voir Semi-conducteur.
Dolphin Design est devenu Dolphin Semiconductor en Novembre 2024 suite au rachat de l'entreprise par Jolt Capital. Elle est basée sur la zone d'Inovallée de Meylan dans la région grenobloise.

## Histoire
Dolphin Semiconductor est une entreprise de conception de circuits intégrés, créée en 2018, après le placement en redressement judiciaire de la société Dolphin Integration.
Dolphin Integration était une entreprise de conception de circuits intégrés, créée en 1985, exportatrice de circuits intégrés et de composants dits virtuels analogiques et numériques pour fabrication à grand volume. Le catalogue incluait des microprocesseurs, des bibliothèques de cellules standard et de générateurs de mémoires embarquées, des composants convertisseurs pour la mesure et pour le traitement du son de haute résolution, avec leurs solutions de CAO irremplaçables (Missing EDA Links) dans lesquels un simulateur mixte est nommé SMASH. Pour ses trente ans d'existence, le conseil d’administration de Dolphin Integration a séparé les fonctions de président et de directeur général en créant ce dernier poste.
Le 24 juillet 2018, elle fut placée en redressement judiciaire, les actifs ont été repris par une co-entreprise créée par Soitec et MBDA - détenue respectivement à 60% et 40%.
Le 16 juillet 2019, Dolphin Integration est placée en liquidation judiciaire.
Dolphin Semiconductor est basée principalement à Meylan dans la région grenobloise. Elle a également des activités à Laval, au Canada, et depuis 2022 ses activités se sont développées à Singapour. En 2022, la société emploie 170 personnes. Son chiffre d'affaires au 31 décembre 2021 est de 21 942 000 euros.
En novembre 2024 à la suite d'une acquisition par Jolt Capital, une société de capital-investissement axée sur les investissements dans les technologies profondes. Jolt Capital a acquis les activités de propriété intellectuelle à signaux mixtes de Dolphin Design en investissant 26 millions d'euros pour créer Dolphin Semiconductor en tant qu'entité indépendante. L'entreprise a des bureaux à Meylan (France) et à Montréal (Canada),.

## Activités
Dolphin Semiconductor fabrique des composants électroniques. Son catalogue contient des produits comme des microprocesseurs, des générateurs de mémoires embarquées, et des composants convertisseurs pour la mesure et le traitement du son de haute résolution.
L'entreprise vend des produits utilisant des technologies différentes: Machine Learning, Digital Signal Processor, ASIC, Neural Processor Unit, Voltage Regulator, Edge Computing.